# تسويق قواعد البيانات
تسويق قواعد البيانات هو شكل من أشكال التسويق المباشر باستخدام قواعد بيانات العملاء الحاليين أو العملاء المحتملين لإنشاء اتصالات مخصصة من أجل الترويج لمنتج أو خدمة لأغراض تسويقية. يمكن أن تكون طريقة الاتصال باستخدام أي وسيلة يمكن التعامل معها، مثلما هو الحال في التسويق المباشر.
إن التمييز بين التسويق المباشر والتسويق لقاعدة البيانات ينبع في المقام الأول من الاهتمام بتحليل البيانات. يؤكد تسويق قواعد البيانات على استخدام التقنيات الإحصائية لتطوير نماذج لسلوك العملاء، والتي تُستخدم بعد ذلك لاختيارهم.
يوجد نوعان رئيسيان من قواعد بيانات التسويق: قواعد بيانات المستهلك وقواعد بيانات الأعمال. تُوجّه قواعد بيانات العملاء في المرتبة الأولى نحو الشركات التي تبيع للمستهلكين، وغالبًا ما تُختصر إلى (بي تو سي). تكون قواعد بيانات تسويق الأعمال في معظم الأحيان أكثر تقدمًا في المعلومات التي يمكن تقديمها. وهذا يعود بشكل أساسي إلى أن قواعد بيانات الأعمال ليست مقيدة بنفس قوانين الخصوصية الموجودة في قواعد بيانات المستهلك.       
تكون «قاعدة البيانات» عادةً عبارة عن تفاصيل تتضمن: الاسم والعنوان وسجل المعاملات من أنظمة المبيعات أو التسليم الداخلية أو «قائمة» مجمعة من مؤسسات أخرى استولت سابقًا على تلك المعلومات من عملائها. قد تكون مصادر هذه النماذج مأخوذة من نماذج التبرع الخيرية ونماذج الطلبات لأي منتج أو مسابقة مجانية وبطاقات ضمان المنتج ونماذج رخص الاشتراك ونماذج طلبات الائتمان.
يمكن وصف الاتصالات المجراة عن طريق تسويق قاعدة البيانات بالبريد غير المرغوب فيه أو البريد العشوائي. ومن ناحية أخرى، تجادل معظم منظمات التسويق المباشر وقواعد البيانات بأن الخطاب أو البريد الإلكتروني المستهدف للعميل، والمحتوي على العروض التي قد تهمه، يفيد كل من العميل والمسوق.
تصر بعض الدول وبعض المنظمات على أن الأفراد قادرون على منع الدخول أو حذف أسمائهم وتفاصيل عناوينهم من قوائم تسويق قاعدة البيانات. 

## خلفيته
ظهر تسويق قواعد البيانات في الثمانينيات من القرن الماضي باعتباره شكلًا جديدًا ومطورًا من التسويق المباشر. كانت «قائمة التوسط في البيع والشراء لقاء عمولة» خلال تلك الفترة تحت ضغط بهدف تحديثها، لأنها كانت غير متصلة بالإنترنت، ولأن قوائمها تميل إلى الاحتفاظ ببيانات محدودة. لكن في الوقت نفسه، مع ظهور التقنيات الجديدة التي تمكن من تسجيل استجابات العملاء، كان تسويق الاستجابة المباشرة في صعود، بهدف فتح اتصال ثنائي أو حوار مع العملاء.
طوّر كل من روبرت دي. بوب وكيت كستنباوم مقاييس جديدة للتسويق المباشر مثل القيمة الدائمة للعميل، وطبقوا النمذجة المالية والاقتصاد القياسي على استراتيجيات التسويق. وأسسوا في عام 1967 شركة استشارات كستنباوم وشركاؤه، التي وظّفت عدد من مسوقي قواعد البيانات المشهورين، مثل: روبرت بلتبرغ، ريك كورثوسوك وروبرت شو. 
تعاون كستنباوم مع روبرت شو في الثمانينيات من القرن الماضي في العديد من تطورات قاعدة بيانات التسويق عبر الإنترنت، أدرج روبرت ميزات جديدة في نهج كستنباوم، بما في ذلك أتمتة قنوات المبيعات الهاتفية والميدانية وتحسين استراتيجيات الاتصال وإدارة وتنسيق الحملات وإدارة موارد التسويق والمسؤولية التسويقية وتحليلات التسويق. نُسخت تصاميم هذه الأنظمة على نطاق واسع لاحقًا ودُمجت في حزم (سي إر إم) و(إم إر إم) في التسعينيات من القرن الماضي.

وُجد أقدم تعريف مُسجَّل لتسويق قواعد البيانات في عام 1988 في الكتاب الذي يحمل نفس الاسم (شو آند ستون 1988 تسويق قواعد البيانات):
«تسويق قواعد البيانات هو نهج تفاعلي للتسويق، يستخدم وسائط وقنوات تسويقية يمكن التعامل معها بشكل فردي (مثل البريد الإلكتروني والهاتف): لتقديم المساعدة إلى الجمهور المستهدف للشركة؛ وتحفيز طلباتهم؛ والبقاء على تماس معهم عن طريق تسجيل وحفظ قاعدة بيانات إلكترونية للعميل، والعملاء المحتملين وجميع جهات الاتصال التجارية، للمساعدة في تحسين جهات الاتصال المستقبلية وضمان أكثر واقعية لجميع عمليات التسويق».

## نموه وتطوره
يُحفَّز نمو تسويق قواعد البيانات بعدد من القضايا البيئية، صنّف كل من فليتشر وويلر ورايت (1991) هذه القضايا إلى أربع فئات رئيسية:
1. تغيير دور التسويق المباشر.

- الانتقال إلى تسويق العلاقات من أجل الميزة التنافسية.
- انخفاض فعالية وسائل الإعلام التقليدية.
- كثرة قنوات البيع الحالية.

2. تغيير نظام التكلفة. 
- انخفاض تكاليف المعالجة الإلكترونية.
- زيادة تكاليف التسويق.

3. تغيير التقنية. 
- ظهور طرق جديدة في التسوق والدفع.
- تطوير الأساليب الاقتصادية للتمييز بين تواصل العملاء.

4.    تغيير ظروف التسويق. 
- الرغبة في قياس أثر جهود التسويق.
- تجزئة أسواق المستهلكين والأعمال.

أشار شو آند ستون (1988) إلى أن الشركات تمر بمراحل تطورية في تطوير أنظمة تسويق قواعد البيانات الخاصة بها. وحُددت المراحل الأربع لتطوير قاعدة البيانات على النحو التالي:
1. القوائم الغامضة.
2. قواعد بيانات المشترين.
3. التواصل المنسق مع العملاء.
4. التسويق المتكامل.